# Blended malt

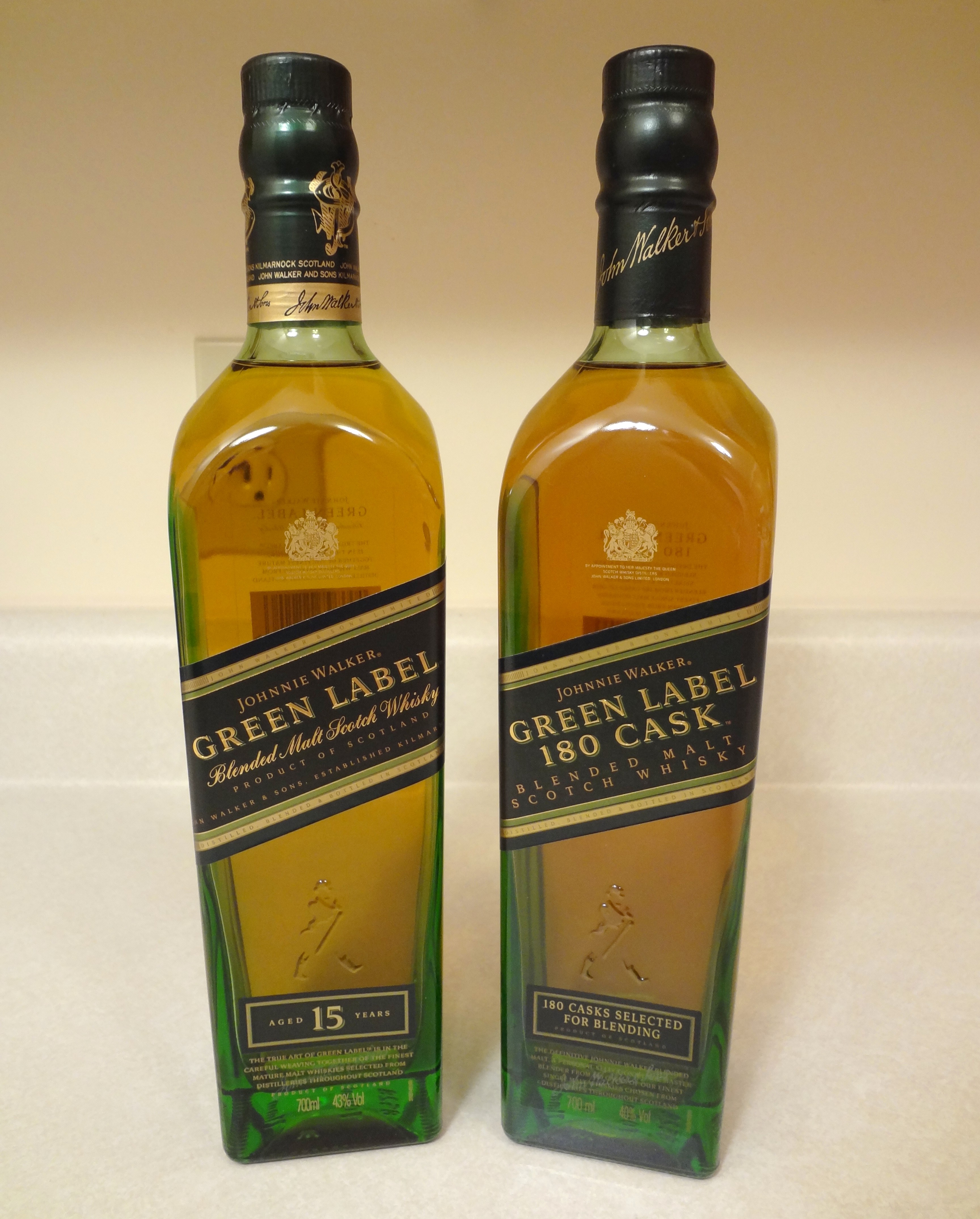
Bouteilles de Johnnie Walker Green Label, l'un des plus célèbres blended malt

Un blended malt est un whisky qui se compose d’un mélange de plusieurs single malts. Ce mélange peut se faire à base de single malts différents issus d’une seule ou de plusieurs distilleries. À la différence du blend, le vatted malt ne peut en aucun cas contenir de whisky de grain.
Les blended malt sont plutôt rares en comparaison aux blends et aux single malts. Ils apparaissent souvent sur les étiquettes sous l’appellation pure malt, voire vatted malt. 
Les blended malts ne peuvent porter le nom d’une distillerie en raison d’une législation de 2005, conséquence du scandale provoqué par la distillerie Cardhu et son propriétaire, l’entreprise Diageo. Ne pouvant satisfaire une demande en très forte croissance, Diageo changea la composition de son whisky Cardhu en un vatted malt, augmentant ainsi immédiatement sa production et ne signalant le changement à sa clientèle qu’en indiquant pure malt sur ses étiquettes. À la suite du scandale, Diageo retira sa production de la vente et revint au single malt. L’industrie du whisky s’entendit alors sur une redéfinition de ses mélanges de single malts. La Scotch Whisky Association (en) a statué en 2010 qu'un assemblage de whiskies single malt doit être étiqueté blended malt  et interdit l'utilisation des anciens termes pure malt et vatted malt. 
Ce type de mélange a été autorisé en 1853. Sa première expérimentation  est celle de Andrew Usher avec son Old Vatted Glenlivet, considéré comme la première marque de blend. La même année, plusieurs autres expériences du même type ont été faites, comme celle de Charles Mackinlay qui lance sa propre marque, le Old Vatted Ben Vorlich à Leith.
Le mélange de single malt a été créé pour aller vers plus de qualité et de constance dans les blends. Les premiers assembleurs (les fabricants de blends) voulaient aussi créer de nouveaux goûts et de nouvelles saveurs afin d’augmenter leurs ventes notamment en Angleterre.
L’un des plus célèbres blended malt est le Johnnie Walker Green Label. Cette technique vient d’être relancée par John Glaser et sa nouvelle marque de blend et de vatted malt, Compass Box.
En France, les principales marques de blended malt sont Glen Turner et Monkey Shoulder lancé en 2005.